# Hinterschleimsbach
Der Hinterschleimsbach oder Schleimsbach ist ein ganzjähriges Fließgewässer im Vorkarwendel. Er entsteht nördlich der Montscheinspitze, verläuft in weitgehend nördlicher Richtung an der Kotzenalm vorbei, fällt über einen Wasserfall, bevor er in den Plumsbach mündet.